# 14e étape du Tour d'Espagne 2017
La 14e étape du Tour d'Espagne 2017 se déroule le samedi 2 septembre 2017, entre Écija et Sierra de la Pandera, sur une distance de 175 kilomètres.

## Résultats

### Classement de l'étape
| \| Classement de l'étape \| Classement de l'étape \| Classement de l'étape \| Classement de l'étape \| Classement de l'étape \| \| Coureur \| Coureur \| Pays \| Équipe \| Temps \| \| --------------------- \| --------------------- \| --------------------- \| --------------------- \| --------------------- \| \| 1er \| Rafał Majka \| Pologne \| Bora-Hansgrohe \| 4 h 42 min 10 s \| \| 2e \| Miguel Ángel López \| Colombie \| Astana \| + 27 s \| \| 3e \| Vincenzo Nibali \| Italie \| Bahrain-Merida \| + 31 s \| \| 4e \| Christopher Froome \| Royaume-Uni \| Team Sky \| + 31 s \| \| 5e \| Ilnur Zakarin \| Russie \| Katusha-Alpecin \| + 31 s \| \| 6e \| Wilco Kelderman \| Pays-Bas \| Team Sunweb \| + 31 s \| \| 7e \| Alberto Contador \| Espagne \| Trek-Segafredo \| + 37 s \| \| 8e \| Wout Poels \| Pays-Bas \| Team Sky \| + 48 s \| \| 9e \| Esteban Chaves \| Colombie \| Orica-Scott \| + 57 s \| \| 10e \| Fabio Aru \| Italie \| Astana \| + 1 min 03 s \| |                    |             |                 |                 |
| |                    |             |                 |                 |
| Source : ProCyclingStats |                    |             |                 |                 |
| Classement de l'étape |                    |             |                 |                 |
| Coureur | Coureur            | Pays        | Équipe          | Temps           |
| 1er | Rafał Majka        | Pologne     | Bora-Hansgrohe  | 4 h 42 min 10 s |
| 2e | Miguel Ángel López | Colombie    | Astana          | + 27 s          |
| 3e | Vincenzo Nibali    | Italie      | Bahrain-Merida  | + 31 s          |
| 4e | Christopher Froome | Royaume-Uni | Team Sky        | + 31 s          |
| 5e | Ilnur Zakarin      | Russie      | Katusha-Alpecin | + 31 s          |
| 6e | Wilco Kelderman    | Pays-Bas    | Team Sunweb     | + 31 s          |
| 7e | Alberto Contador   | Espagne     | Trek-Segafredo  | + 37 s          |
| 8e | Wout Poels         | Pays-Bas    | Team Sky        | + 48 s          |
| 9e | Esteban Chaves     | Colombie    | Orica-Scott     | + 57 s          |
| 10e | Fabio Aru          | Italie      | Astana          | + 1 min 03 s    |

### Points attribués
| Sprint intermédiaire - Alcalá la Real (km 130) | Sprint intermédiaire - Alcalá la Real (km 130) | Sprint intermédiaire - Alcalá la Real (km 130) | Sprint intermédiaire - Alcalá la Real (km 130) | Sprint intermédiaire - Alcalá la Real (km 130) |
| ---------------------------------------------- | ---------------------------------------------- | ---------------------------------------------- | ---------------------------------------------- | ---------------------------------------------- |
|                                                | Coureur                                        | Pays                                           | Équipe                                         | Point(s)                                       |
| 1er                                            | Rui Costa                                      | Portugal                                       | UAE Emirates                                   | 4                                              |
| 2e                                             | Davide Villella                                | Italie                                         | Cannondale-Drapac                              | 2                                              |
| 3e                                             | Patrick Konrad                                 | Autriche                                       | Bora-Hansgrohe                                 | 1                                              |
| modifier                                       |                                                |                                                |                                                |                                                |

| Arrivée d'étape - Sierra de la Pandera (km 175) | Arrivée d'étape - Sierra de la Pandera (km 175) | Arrivée d'étape - Sierra de la Pandera (km 175) | Arrivée d'étape - Sierra de la Pandera (km 175) | Arrivée d'étape - Sierra de la Pandera (km 175) |
| ----------------------------------------------- | ----------------------------------------------- | ----------------------------------------------- | ----------------------------------------------- | ----------------------------------------------- |
|                                                 | Coureur                                         | Pays                                            | Équipe                                          | Point(s)                                        |
| 1er                                             | Rafał Majka                                     | Pologne                                         | Bora-Hansgrohe                                  | 25                                              |
| 2e                                              | Miguel Ángel López                              | Colombie                                        | Astana                                          | 20                                              |
| 3e                                              | Vincenzo Nibali                                 | Italie                                          | Bahrain-Merida                                  | 16                                              |
| 4e                                              | Christopher Froome                              | Royaume-Uni                                     | Sky                                             | 14                                              |
| 5e                                              | Ilnur Zakarin                                   | Russie                                          | Katusha-Alpecin                                 | 12                                              |
| 6e                                              | Wilco Kelderman                                 | Pays-Bas                                        | Sunweb                                          | 10                                              |
| 7e                                              | Alberto Contador                                | Espagne                                         | Trek-Segafredo                                  | 9                                               |
| 8e                                              | Wout Poels                                      | Pays-Bas                                        | Sky                                             | 8                                               |
| 9e                                              | Esteban Chaves                                  | Colombie                                        | Orica-Scott                                     | 7                                               |
| 10e                                             | Fabio Aru                                       | Italie                                          | Astana                                          | 6                                               |
| 11e                                             | Michael Woods                                   | Canada                                          | Cannondale-Drapac                               | 5                                               |
| 12e                                             | Pello Bilbao                                    | Espagne                                         | Astana                                          | 4                                               |
| 13e                                             | Romain Bardet                                   | France                                          | AG2R La Mondiale                                | 3                                               |
| 14e                                             | Richard Carapaz                                 | Équateur                                        | Movistar                                        | 2                                               |
| 15e                                             | David de la Cruz                                | Espagne                                         | Quick-Step Floors                               | 1                                               |
| modifier                                        |                                                 |                                                 |                                                 |                                                 |

|   | Coureur         | Pays     | Équipe            | Secondes |
| - | --------------- | -------- | ----------------- | -------- |
| 1 | Rui Costa       | Portugal | UAE Emirates      | 3 s      |
| 2 | Davide Villella | Italie   | Cannondale-Drapac | 2 s      |
| 3 | Patrick Konrad  | Autriche | Bora-Hansgrohe    | 1 s      |

|   | Coureur            | Pays     | Équipe         | Secondes |
| - | ------------------ | -------- | -------------- | -------- |
| 1 | Rafał Majka        | Pologne  | Bora-Hansgrohe | 10 s     |
| 2 | Miguel Ángel López | Colombie | Astana         | 6 s      |
| 3 | Vincenzo Nibali    | Italie   | Bahrain-Merida | 4 s      |

### Cols et côtes
| Puerto El Mojón (km 85,5) 3e catégorie (8,8 km à 3,7%) | Puerto El Mojón (km 85,5) 3e catégorie (8,8 km à 3,7%) | Puerto El Mojón (km 85,5) 3e catégorie (8,8 km à 3,7%) | Puerto El Mojón (km 85,5) 3e catégorie (8,8 km à 3,7%) | Puerto El Mojón (km 85,5) 3e catégorie (8,8 km à 3,7%) |
| ------------------------------------------------------ | ------------------------------------------------------ | ------------------------------------------------------ | ------------------------------------------------------ | ------------------------------------------------------ |
|                                                        | Coureur                                                | Pays                                                   | Équipe                                                 | Point(s)                                               |
| 1er                                                    | Davide Villella                                        | Italie                                                 | Cannondale-Drapac                                      | 3                                                      |
| 2e                                                     | Simon Clarke                                           | Australie                                              | Cannondale-Drapac                                      | 2                                                      |
| 3e                                                     | Rui Costa                                              | Portugal                                               | UAE Emirates                                           | 1                                                      |
| modifier                                               |                                                        |                                                        |                                                        |                                                        |

| Alto Valdepeñas de Jaén (km 153,1) 2e catégorie (8,5 km à 4,8%) | Alto Valdepeñas de Jaén (km 153,1) 2e catégorie (8,5 km à 4,8%) | Alto Valdepeñas de Jaén (km 153,1) 2e catégorie (8,5 km à 4,8%) | Alto Valdepeñas de Jaén (km 153,1) 2e catégorie (8,5 km à 4,8%) | Alto Valdepeñas de Jaén (km 153,1) 2e catégorie (8,5 km à 4,8%) |
| --------------------------------------------------------------- | --------------------------------------------------------------- | --------------------------------------------------------------- | --------------------------------------------------------------- | --------------------------------------------------------------- |
|                                                                 | Coureur                                                         | Pays                                                            | Équipe                                                          | Point(s)                                                        |
| 1er                                                             | Davide Villella                                                 | Italie                                                          | Cannondale-Drapac                                               | 5                                                               |
| 2e                                                              | Rafał Majka                                                     | Pologne                                                         | Bora-Hansgrohe                                                  | 3                                                               |
| 3e                                                              | Rui Costa                                                       | Portugal                                                        | UAE Emirates                                                    | 1                                                               |
| modifier                                                        |                                                                 |                                                                 |                                                                 |                                                                 |

| \| Sierra de la Pandera (km 175) Hors catégorie (12 km à 7,3%) \| Sierra de la Pandera (km 175) Hors catégorie (12 km à 7,3%) \| Sierra de la Pandera (km 175) Hors catégorie (12 km à 7,3%) \| Sierra de la Pandera (km 175) Hors catégorie (12 km à 7,3%) \| Sierra de la Pandera (km 175) Hors catégorie (12 km à 7,3%) \| \| ----------------------------------------------------------- \| ----------------------------------------------------------- \| ----------------------------------------------------------- \| ----------------------------------------------------------- \| ----------------------------------------------------------- \| \| \| Coureur \| Pays \| Équipe \| Point(s) \| \| 1er \| Rafał Majka \| Pologne \| Bora-Hansgrohe \| 15 \| \| 2e \| Miguel Ángel López \| Colombie \| Astana \| 10 \| \| 3e \| Vincenzo Nibali \| Italie \| Bahrain-Merida \| 6 \| \| 4e \| Christopher Froome \| Royaume-Uni \| Sky \| 4 \| \| 5e \| Ilnur Zakarin \| Russie \| Katusha-Alpecin \| 2 \| \| modifier \| \| \| \| \| |                    |             |                 |          |
| Sierra de la Pandera (km 175) Hors catégorie (12 km à 7,3%) |                    |             |                 |          |
| | Coureur            | Pays        | Équipe          | Point(s) |
| 1er | Rafał Majka        | Pologne     | Bora-Hansgrohe  | 15       |
| 2e | Miguel Ángel López | Colombie    | Astana          | 10       |
| 3e | Vincenzo Nibali    | Italie      | Bahrain-Merida  | 6        |
| 4e | Christopher Froome | Royaume-Uni | Sky             | 4        |
| 5e | Ilnur Zakarin      | Russie      | Katusha-Alpecin | 2        |
| modifier |                    |             |                 |          |

## Classements à l'issue de l'étape

### Classement général
| \| Classement général \| Classement général \| Classement général \| Classement général \| Classement général \| \| Coureur \| Coureur \| Pays \| Équipe \| Temps \| \| ------------------ \| ------------------ \| ------------------ \| ------------------ \| ------------------ \| \| 1er \| Christopher Froome \| Royaume-Uni \| Team Sky \| 58 h 30 min 47 s \| \| 2e \| Vincenzo Nibali \| Italie \| Bahrain-Merida \| + 55 s \| \| 3e \| Wilco Kelderman \| Pays-Bas \| Team Sunweb \| + 2 min 17 s \| \| 4e \| Ilnur Zakarin \| Russie \| Katusha-Alpecin \| + 2 min 25 s \| \| 5e \| Esteban Chaves \| Colombie \| Orica-Scott \| + 2 min 39 s \| \| 6e \| Fabio Aru \| Italie \| Astana \| + 3 min 09 s \| \| 7e \| David de la Cruz \| Espagne \| Quick-Step Floors \| + 3 min 11 s \| \| 8e \| Alberto Contador \| Espagne \| Trek-Segafredo \| + 3 min 19 s \| \| 9e \| Michael Woods \| Canada \| Cannondale-Drapac \| + 3 min 23 s \| \| 10e \| Miguel Ángel López \| Colombie \| Astana \| + 3 min 48 s \| |                    |             |                   |                  |
| |                    |             |                   |                  |
| Source : ProCyclingStats |                    |             |                   |                  |
| Classement général |                    |             |                   |                  |
| Coureur | Coureur            | Pays        | Équipe            | Temps            |
| 1er | Christopher Froome | Royaume-Uni | Team Sky          | 58 h 30 min 47 s |
| 2e | Vincenzo Nibali    | Italie      | Bahrain-Merida    | + 55 s           |
| 3e | Wilco Kelderman    | Pays-Bas    | Team Sunweb       | + 2 min 17 s     |
| 4e | Ilnur Zakarin      | Russie      | Katusha-Alpecin   | + 2 min 25 s     |
| 5e | Esteban Chaves     | Colombie    | Orica-Scott       | + 2 min 39 s     |
| 6e | Fabio Aru          | Italie      | Astana            | + 3 min 09 s     |
| 7e | David de la Cruz   | Espagne     | Quick-Step Floors | + 3 min 11 s     |
| 8e | Alberto Contador   | Espagne     | Trek-Segafredo    | + 3 min 19 s     |
| 9e | Michael Woods      | Canada      | Cannondale-Drapac | + 3 min 23 s     |
| 10e | Miguel Ángel López | Colombie    | Astana            | + 3 min 48 s     |

### Classement par points
| Classement par points | Classement par points | Classement par points | Classement par points | Classement par points |
| Coureur               | Coureur               | Pays                  | Équipe                | Points                |
| --------------------- | --------------------- | --------------------- | --------------------- | --------------------- |
| 1er                   | Matteo Trentin        | Italie                | Quick-Step Floors     | 103 pts               |
| 2e                    | Christopher Froome    | Royaume-Uni           | Team Sky              | 98 pts                |
| 3e                    | Vincenzo Nibali       | Italie                | Bahrain-Merida        | 79 pts                |
| 4e                    | Paweł Poljański       | Pologne               | Bora-Hansgrohe        | 58 pts                |
| 5e                    | José Joaquín Rojas    | Espagne               | Movistar Team         | 57 pts                |
| 6e                    | Tomasz Marczyński     | Pologne               | Lotto-Soudal          | 54 pts                |
| 7e                    | Miguel Ángel López    | Colombie              | Astana                | 49 pts                |
| 8e                    | Matej Mohorič         | Slovénie              | UAE Team Emirates     | 47 pts                |
| 9e                    | Esteban Chaves        | Colombie              | Orica-Scott           | 47 pts                |
| 10e                   | Wilco Kelderman       | Pays-Bas              | Team Sunweb           | 46 pts                |

### Classement du meilleur grimpeur
| Classement du meilleur grimpeur | Classement du meilleur grimpeur | Classement du meilleur grimpeur | Classement du meilleur grimpeur | Classement du meilleur grimpeur |
| ------------------------------- | ------------------------------- | ------------------------------- | ------------------------------- | ------------------------------- |
|                                 | Coureur                         | Pays                            | Équipe                          | Point(s)                        |
| 1er                             | Davide Villella                 | Italie                          | Cannondale-Drapac               | 49 points                       |
| 2e                              | Rafał Majka                     | Pologne                         | Bora-Hansgrohe                  | 28 pts                          |
| 3e                              | José Joaquín Rojas              | Espagne                         | Movistar                        | 27 pts                          |
| 4e                              | Christopher Froome              | Royaume-Uni                     | Sky                             | 25 pts                          |
| 5e                              | Miguel Ángel López              | Colombie                        | Astana                          | 20 pts                          |
| 6e                              | Thomas De Gendt                 | Belgique                        | Lotto-Soudal                    | 19 pts                          |
| 7e                              | Darwin Atapuma                  | Colombie                        | UAE Emirates                    | 18 pts                          |
| 8e                              | Romain Bardet                   | France                          | AG2R La Mondiale                | 12 pts                          |
| 9e                              | Tomasz Marczyński               | Pologne                         | Lotto-Soudal                    | 12 pts                          |
| 10e                             | Alexandre Geniez                | France                          | AG2R La Mondiale                | 11 pts                          |
| modifier                        |                                 |                                 |                                 |                                 |

### Classement du combiné
| Classement du combiné | Classement du combiné | Classement du combiné | Classement du combiné | Classement du combiné |
| --------------------- | --------------------- | --------------------- | --------------------- | --------------------- |
|                       | Coureur               | Pays                  | Équipe                | Point(s)              |
| 1er                   | Christopher Froome    | Royaume-Uni           | Sky                   | 7 points              |
| 2e                    | Vincenzo Nibali       | Italie                | Bahrain-Merida        | 17 pts                |
| 3e                    | Miguel Ángel López    | Colombie              | Astana                | 22 pts                |
| 4e                    | Esteban Chaves        | Colombie              | Orica-Scott           | 27 pts                |
| 5e                    | José Joaquín Rojas    | Espagne               | Movistar              | 32 pts                |
| 6e                    | Wilco Kelderman       | Pays-Bas              | Sunweb                | 37 pts                |
| 7e                    | Michael Woods         | Canada                | Cannondale-Drapac     | 50 pts                |
| 8e                    | Romain Bardet         | France                | AG2R La Mondiale      | 50 pts                |
| 9e                    | Rafał Majka           | Pologne               | Bora-Hansgrohe        | 52 pts                |
| 10e                   | Ilnur Zakarin         | Russie                | Katusha-Alpecin       | 54 pts                |
| modifier              |                       |                       |                       |                       |

### Classement par équipes
| Classement par équipes | Classement par équipes | Classement par équipes | Classement par équipes |
| Équipe                 | Équipe                 | Pays                   | Temps                  |
| ---------------------- | ---------------------- | ---------------------- | ---------------------- |
| 1re                    | Astana                 | Kazakhstan             | 175 h 04 min 49 s      |
| 2e                     | Sky                    | Royaume-Uni            | + 9 min 19 s           |
| 3e                     | Movistar Team          | Espagne                | + 17 min 31 s          |
| 4e                     | UAE Team Emirates      | Émirats arabes unis    | + 31 min 51 s          |
| 5e                     | Orica-Scott            | Australie              | + 59 min 35 s          |
| 6e                     | Caja Rural-Seguros RGA | Espagne                | + 1 h 05 min 20 s      |
| 7e                     | Lotto NL-Jumbo         | Pays-Bas               | + 1 h 11 min 29 s      |
| 8e                     | Bahrain-Merida         | Bahreïn                | + 1 h 20 min 15 s      |
| 9e                     | BMC Racing Team        | États-Unis             | + 1 h 22 min 30 s      |
| 10e                    | Trek-Segafredo         | États-Unis             | + 1 h 35 min 51 s      |

## Abandons
- 84 -  Axel Domont (AG2R La Mondiale) : Non partant
- 69 -  Sam Oomen (Sunweb) : Abandon